# قرعة القوز (مودية)

تعديل مصدري - تعديل

قرعة القوز هي إحدى قرى عزلة مودية بمديرية مودية التابعة لمحافظة أبين، بلغ تعداد سكانها 258 نسمة حسب تعداد اليمن لعام 2004.